# Палюшино (Ярославская область)
Палюшино — деревня Охотинского сельского поселения Мышкинского района Ярославской области.
Деревня стоит на федеральной автомобильной трассе Р104, на небольшом удалении от правого берега Волги (Рыбинское водохранилище). В северном направлении, Палюшино практически сливается с посёлком Юхоть. На расстоянии около 1 км к югу от Палюшина на трассе стоит деревня Золотуха. К востоку от деревни обширный лесной массив шириной 4-5 км от Волги, за которым начинается Красковское и Шалимовское болота.
Деревня Палющина указана на плане Генерального межевания Рыбинского уезда 1792 года.
На 1 января 2007 года в деревне числилось 43 постоянных жителя .Почтовое отделение, находящееся в селе Охотино, обслуживает в деревне Палюшино 21 дом. В деревне 2 улицы: Полевая и Центральная..